# Humanity in Action France
Pour les articles homonymes, voir HIA.
 (octobre 2008).
Si vous disposez d'ouvrages ou d'articles de référence ou si vous connaissez des sites web de qualité traitant du thème abordé ici, merci de compléter l'article en donnant les références utiles à sa vérifiabilité et en les liant à la section « Notes et références ».
Humanity in Action France (HIA France) est une association loi de 1901 fondée en 2005. Elle œuvre à la promotion de l’égalité des droits parmi les jeunes, les professionnels et la société civile. Elle conçoit des activités pédagogiques et de formation, contribue au débat public, anime un réseau dʼétudiants et de jeunes actifs animés par ces sujets en France et à l’étranger, et accompagne ces derniers dans leurs projets personnels comme dans leur développement professionnel. L’association privilégie une approche historique, comparative, et tournée vers les réalités de terrain dans toutes ses activités et interventions.
Cette organisation a fêté ses cinq ans en 2011. À l’heure où les thématiques liées à la « diversité » prennent de l’importance dans le débat public, Humanity in Action France forme une nouvelle génération à l’égalité des droits à travers des activités pédagogiques et de formation, l’animation d’un réseau de jeunes en France et à l’étranger, et l’accompagnement de ces derniers dans leurs projets personnels et professionnels.

## Activités

### Le programme d'été: Apprendre, débattre, comprendre
Chaque été, vingt étudiants français et américains se réunissent autour des questions liées à la diversité. Pendant un mois, ils rencontrent des experts et des acteurs institutionnels et associatifs ; ils évaluent l’efficacité des politiques publiques et privées dans ce domaine, formulent des recommandations, et préparent des projets renforçant la cohésion sociale. En plus des conférences suivies par les participants du programme, de nombreuses sorties sont prévues dans des institutions parisiennes telles que l'Institut du monde arabe, la Cité nationale de l'histoire de l'immigration, le Mémorial de la Shoah, le musée du Quai Branly, l'Institut des Cultures d'Islam...
De nombreux experts, acteurs institutionnels ou acteurs de terrain participent chaque année au programme. L'agenda des programmes d'été est disponible en ligne sur le site de HIA France.

### Stages et formations: action!
Les jeunes de HIA participent à des formations tous les ans : mise en œuvre de projets, community organizing, prise de parole en public… En plus de renforcer leur réseau grâce à l’échange d’expériences et de bonnes pratiques, ces formations les préparent au développement de leurs projets personnels et professionnels. Humanity In Action offre également des stages au Parlement Européen, au Congrès Américain ou en ONG à travers l’Europe et aux États-Unis. 

### Ateliers thématiques: approfondir ses connaissances, développer des outils
Les ateliers thématiques menés par HIA France ont pour objectif de sensibiliser, d’informer, et de donner des outils à des individus désireux de mieux comprendre les enjeux liés à la diversité dans leur pays, leur ville ou leur environnement professionnel. Ils mettent en réseau des membres de la société civile française et européenne qui ne se côtoient habituellement pas. En mars 2011 a eu lieu l'atelier thématique l'histoire et la diversité des Roms en Europe.

### Le HIA < Network France: Avancer ensemble
Les anciens des programmes HIA, connectés à plus de 1 000 jeunes à travers le monde : se rencontrent tous les mois autour d’événements ou activités ayant pour thème la cohésion sociale, l’égalité des chances et la lutte contre les discriminations organisent des cycles de conférences « Re : Action », ouverts au grand public, autour de thèmes d’actualité (en mars 2012, plusieurs de ces conférences seront organisées en partenariat avec le Festival International du Film des Droits de l’Homme), concrétisent des projets en France ou à l’étranger, seul ou en groupe

## La conférence internationale
Chaque année, après le programme d'été, les étudiants sont invités à participer à la Conférence Internationale où se rencontrent les cent-vingt participants aux différents programmes Humanity In Action en Europe. Pendant ces trois jours, les participants partageront leurs expériences, leurs analyses et prendront part à des ateliers de capacitation sur les sujets qui les intéressent (entrepreneuriat social, non-violent activism etc.).

## Financements
Depuis sa création, Humanity in Action France a reçu le généreux soutien de : l'ACSE, la région Île-de-France, la région Rhône-Alpes, la ville de Paris, la ville de Lyon, la fondation FACT,la fondation pour la Mémoire de la Shoah, la fondation Open Society Foundations de George Soros le groupe AXA, le KPMG S.A, Publicis Groupe, Schneider Electric, Accent International, le Conseil général de la Seine-Saint-Denis, le programme d’Éducation et de Formation Tout au Long de la Vie de la Direction Générale Éducation et Culture de la Commission Européenne, la fondation Prévoir, Footprint > consultants, ainsi que celui de nombreux donateurs individuels, intervenants, institutions et familles d’accueil.

## Conseil d’administration
- Président d'honneur : Patrick Weil, directeur de recherches, CNRS
- Président : Majid El Jarroudi, fondateur et Directeur de l’ADIVE
- Vice-président : Philippe Manière, Managing Partner, Footprint > consultants
- Secrétaire général : André Added, président, Institut Français de l’Intelligence Économique
- Trésorière : Anne-Lorraine Bujon, Directrice éditoriale, « Conventions », Institut des hautes études sur la Justice
- Membres : Benjamin Blavier (directeur, délégué Général, fondateur de Passeport Avenir et Article 1), Amaya Bloch-Lainé (consultante), Laurent Blivet (consultant), Spencer Stuart, Mathias Emmerich (Senior Vice Président, Publicis Groupe), Pierre Hudry (Managing Director), Goldman Sachs, Jérôme Kohler (directeur, L’Initiative Philanthropique), Jay Nirsimloo (directeur général, KPMG Audit).